# DigitalOcean
DigitalOcean, Inc. — американский провайдер облачных инфраструктур, с главным офисом в Нью-Йорке и с центрами обработки данных по всему миру. На выбор клиента предоставляются дата-центры в Нью-Йорке, Сан-Франциско, Амстердаме, Франкфурте, Лондоне, Торонто, Сингапуре и Бангалоре, таким образом охватывая все крупнейшие узлы обмена международного трафика. DigitalOcean предоставляет облачные услуги для разработчиков, даёт возможность развёртывать и масштабировать приложения одновременно на нескольких компьютерах. По состоянию на февраль 2017, DigitalOcean была второй крупнейшей хостинг-компанией по количеству общедоступных серверов с заявленным аптаймом на уровне 99,99 %.
DigitalOcean известна своей гибкой маркетинговой политикой и лояльностью к пользователям. Компания регулярно проводит промоакции, вознаграждая активных участников. Например, каждому новому пользователю, зарегистрировавшемуся по промо-ссылке, компания единоразово начисляет безвоздмездный кредит в размере $200.

## История
В 2003 году Бен Урецкий и его родной брат Моисей Урецкий, основавшие ServerStack, решили создать новый продукт, который сочетал бы в себе веб-хостинг и виртуальный сервер. Урецкие, проанализировав рынок облачных хостингов, посчитали, что большинство компаний направлены на крупных клиентов, оставляя рынок независимых разработчиков без внимания. В 2011 году Урецкие основали компанию DigitalOcean, которая предоставляет услуги подготовки сервера и облачного хостинга для программистов.
В 2012 году Урецкие встретились с соучредителем Митчом Уэйнером в связи с его объявлением в «Крейглисте». Компания выпустила бета-версию продукта в январе 2012 года. К середине 2012 года команда основателей компании состояла из Бена и Моисея Урецких, Митча Уэйнера, Джеффа Карра и Алека Хартмана. После того как DigitalOcean был принят в программу стартап-акселератора TechStars в Боулдере, штат Колорадо, основатели переехали в Боулдер. К концу программы у компании было более 400 клиентов, использовавших около 10 тысяч облачных серверов.

### Рост
15 января 2013 года DigitalOcean стал одной из первых облачных хостинговых компаний, предлагающих виртуальные машины с SSD-накопителем. После TechCrunch обзора DigitalOcean начал быстро набирать клиентов. В декабре 2013 года DigitalOcean открыл свой первый в Европе центр обработки данных, расположенный в Амстердаме. К концу декабря 2013 года компания netcraft сообщила, что DigitalOcean был самым быстрорастущим облачным хостингом в мире по количеству общедоступных серверов. В 2014 году компания продолжила своё расширение, открыв новые центры обработки данных в Сингапуре и Лондоне. К маю 2015 года DigitalOcean стал вторым крупнейшим хостинг-провайдером в мире, согласно отчёту компании netcraft. В течение 2015 года DigitalOcean открыл центры обработки данных в Торонто и Бангалоре. В июле 2017 года общее количество пользователей хостинга превысило 1 миллион.

## Сообщество DigitalOcean
DigitalOcean в настоящее время предлагает общедоступный ресурс, включающий форумы для разработчиков, учебные пособия и статьи для администраторов. По состоянию на август 2014 года ресурс посещают около 2 миллиона посетителей в месяц и появляются более тысячи новых статей. DigitalOcean является активным спонсором различных мероприятий, связанных с развитием IT-сферы в США и других странах.